# Tumulus van Tilly
De Tumulus van Tilly is een Gallo-Romeinse grafheuvel bij Tilly in de Belgische provincie Waals-Brabant in de gemeente Villers-la-Ville. De heuvel ligt aan het uiteinde van de Rue de la Tombe in het noordelijk deel van Tilly wat Strichon heet.